# Селореш
Селореш (порт. Selores)  —  район (фрегезия) в Португалии,  входит в округ Браганса. Является составной частью муниципалитета  Карразеда-де-Ансьянш. По старому административному делению входил в провинцию Траз-уж-Монтиш и Алту-Дору. Входит в экономико-статистический  субрегион Доуру, который входит в Северный регион. Население составляет 171 человек на 2001 год. Занимает площадь 8,19 км².